# Planorbulinoides
Planorbulinoides es un género de foraminífero bentónico de la subfamilia Annulocibicidinae, de la familia Cibicididae, de la superfamilia Planorbulinoidea, del suborden Rotaliina y del orden Rotaliida. Su especie tipo es Planorbulina retinaculata. Su rango cronoestratigráfico abarca el Holoceno.

## Clasificación
Planorbulinoides incluye a la siguiente especie:
- Planorbulinoides retinaculata

Otras especies consideradas en Planorbulinoides son:
- Planorbulinoides solida, de posición genérica incierta
- Planorbulinoides reticulata, considerado sinónimo posterior de Planorbulinoides retinaculata